# Poesi midt i 80erne
|  | Denne artikel er oprettet af botten PalnaBot ud fra en ekstern database. Den kan derfor have sproglige fejl eller mangler. Denne skabelon kan fjernes efter kontrol af indholdet. |

Poesi midt i 80erne er en dokumentarfilm instrueret af Allan Berg Nielsen efter manuskript af Allan Berg Nielsen.

## Handling
Poesi midt i 1980'erne er forkortede uddrag af videoantologien. Poesiens endeløse ocean med 12 digteres oplæsninger, forestillinger og samtaler. Denne adskillige timer lange videoregistrering baserer sig igen på tre to-dages digtermøder som Peter Laugesen...